# Bragadiru
Bragadiru es una ciudad con estatus de oraș de Rumania ubicada en el distrito de Ilfov.
Según el censo de 2011, tiene 15 329 habitantes, mientras que en el censo de 2002 tenía 8165 habitantes. La mayoría de la población es de etnia rumana (90,79 %), con una minoría de gitanos (1,75 %).
La mayoría de los habitantes son cristianos de la Iglesia Ortodoxa Rumana (90,74 %).
A finales del siglo XIX, era una comuna que llevaba el nombre de "Bragadiru-Bulgaru" y estaba formada por los pueblos de Bragadiru, Bulgarul y Cornetu-Glogoveanu. En 1925 existía ya una comuna con el nombre de "Bragadiru", formada por los pueblos de Bragadiru, Bulgaru y Lupeasca. Entre 1950 y 1997 fue incluida como comuna suburbana en el territorio de Bucarest. Adquirió estatus urbano en 2005.
Se ubica en la periferia suroccidental de la capital nacional Bucarest, en la salida de la capital por la carretera 6 que lleva a Alexandria.